# Les Amitiés particulières (film)
Pour le roman initial, voir Les Amitiés particulières.
Pour plus de détails, voir Fiche technique et Distribution.
Les Amitiés particulières est un film français réalisé par Jean Delannoy en 1964, d'après le roman de Roger Peyrefitte.

## Synopsis
Georges, un bel et ambitieux jeune homme de 14 ans, entre dans l’internat catholique Saint-Claude, régi d’une main de fer par les bons pères. Il devine, avec étonnement, l’existence de relations homosexuelles entre certains condisciples du même âge ; mais lui-même fait la connaissance d’Alexandre, un bel et charmant élève des petites classes âgé de 12 ans et il en tombe amoureux.
Malgré leur discrétion, leur relation est découverte d'abord par le père de Trennes, que Georges réussit à faire renvoyer en dévoilant que lui-même invite des garçons à boire et à fumer dans sa chambre la nuit. Cependant, au troisième trimestre, le père Lauzon découvre le pot-aux-roses, et force Georges à rendre à Alexandre toutes les lettres d'amour qu'il a reçues de lui. Alexandre refuse cependant de remettre au père Lauzon les lettres d'amour de Georges et, dans le train qui le ramène chez lui, les déchire et les jette par la fenêtre, avant de se jeter lui-même du train en marche.
Georges regrette alors encore plus d'avoir rendu ces lettres, d'autant qu'il a essayé de faire savoir à Alexandre dans une nouvelle lettre qu'il n'avait agi que sous la contrainte. Avant l'enterrement, le père Lauzon, qui l'a obligé à rendre les lettres, lui rend visite et nie maintenant que la mort d'Alexandre ait quoi que ce soit à voir avec la fin forcée de leur relation. Georges lui remet la lettre qu'il avait écrite, lui dévoilant ses projets de revoir Alexandre pendant l'été.
Le metteur en scène Delannoy présente l'adaptation cinématographique du roman par les mots suivants :
« Ce film se déroule dans une époque déjà lointaine. L'histoire qu'il raconte ne serait plus tout à fait la même aujourd'hui. La discipline n'est plus aussi sévère dans les collèges, et les méthodes éducatives ont beaucoup changé. Mais ce qui ne changera jamais, ce qui reste éternel, ce sont les émotions que l'on éprouve au seuil de l'adolescence. »
Delannoy laisse ouverte la question de savoir jusqu'où allaient les sentiments de Georges et d'Alexandre.

## Fiche technique
- Titre : Les Amitiés particulières
- Réalisation : Jean Delannoy, assisté de François Dupont-Midi
- Scénario : Jean Aurenche et Pierre Bost (dialogues), d'après le roman de Roger Peyrefitte
- Directeur de la photographie : Christian Matras
- Format : 35mm - noir et blanc - Ratio : 1,66:1
- Musique : Jean Prodromidès
- Producteur : Christine Gouze-Rénal
- Sociétés de production :  Lux Compagnie Cinématographique de France et Progéfi
- Pays de production :  France
- Montage :  Louisette Hautecoeur
- Genre : Film dramatique
- Durée : 100 minutes
- Date de sortie : 
  - France : 4 septembre 1964

## Distribution
- Francis Lacombrade : Georges de Sarre
- Didier Haudepin : Alexandre Motier
- François Leccia : Lucien Rouvère
- Louis Seigner : le père Lauzon
- Michel Bouquet : le père de Trennes
- Dominique Maurin : Marc de Blajan
- Gérard Chambre : André Ferron
- Dominique Diamant : Maurice Motier
- Lucien Nat : le père supérieur
- Colette Régis : la religieuse
- Bernard Musson : le père enseignant
- Henri Coutet : l’employé de l’institution
- Les Petits Chanteurs de Vincennes

## Production
Le film est tourné à l'abbaye de Royaumont, dans la cathédrale de Senlis, et dans les studios de Saint-Maurice ; le tournage dure seulement six semaines[réf. souhaitée]. 
Comme il le raconte lui-même, c’est parmi les figurants de ce film que Roger Peyrefitte rencontre Alain-Philippe Malagnac, alors âgé de 12 ans et demi. Il entretiendra une longue relation avec lui et cela sera le sujet de plusieurs livres qu’il écrira par la suite.
L'article que François Mauriac, scandalisé, consacre dans le Figaro littéraire au tournage du film, lui vaut une réplique cinglante, restée célèbre, de Roger Peyrefitte, datée du 1er mai 1964, révélant à la France entière l’homosexualité plus ou moins refoulée de l’auteur du Nœud de vipères. Il s'agit de : « Lettre ouverte à Monsieur François Mauriac, membre de l'Académie française, prix Nobel » publiée dans la revue Arts (n° du 6 mai 1964) et reprise par les Éditions Dynamo de Liège.

## Accueil
Le film représente la France à la Mostra de Venise 1965. Malgré les précautions prises dans le scénario et l'accord de la commission de pré-censure du cinéma français, l’œuvre est interdite aux moins de 18 ans, lors de sa sortie, sous la pression de l’Office catholique du film qui tente tout d'abord de dissuader la productrice. Cette interdiction sera levée par la suite.

## Postérité
Le 29 octobre 1974, le film sert d'introduction à un débat de l'émission Les Dossiers de l'écran de la chaîne Antenne 2 sur le thème « Des amitiés particulières aux amours interdits ». C'est une des premières fois que ce sujet est présenté à une heure de grande écoute à la télévision française[réf. souhaitée].
Le film est l'une des sources d'inspiration de Moto Hagio pour son manga Le Cœur de Thomas paru en 1974 au Japon.

### Revue de presse
- José Pena, « Les Amitiés particulières», Téléciné, no 117, Paris, Fédération des Loisirs et Culture Cinématographique (FLECC), octobre-novembre 1964,  (ISSN 0049-3287)